# Masego
Міка Девіс (англ. Micah Davis народився 8 червня 1993 року), професійно відомий як Masego, є ямайсько-американським музикантом і співаком, відомим тим, що він використовує саксофон у своїй музиці. У 2016 році Masego випустив два міні-альбоми: The Pink Polo EP з Medasin і Loose Thoughts. Він привернув широку увагу своєю спільною платівкою з FKJ під назвою "Tadow" у 2017 році. У 2018 році він випустив свій дебютний альбом Lady Lady.

## Біографія
Міка Девіс народився в сім'ї ямайця і афроамериканки. Його батько служив у ВПС США, а мати була підприємцем. У нього також є дві сестри та шурин. Одна з його сестер також є музичною артисткою, інша займається акторською майстерністю та медіа. Його мати, і батько були пасторами, і він вихо-вувався в неконфесійній християнській сім’ї. Військові подорожі зрештою привели його родину до Вірджинії. Він також жив у Самтері, штат Південна Кароліна, кілька років, поки його родина переїжджала зі штату в штат. Вперше він навчився грати на барабанах без формальних уроків у юності. Девіс розповідав про навчання грі на піаніно, саксофоні та різних драм-машинах. У середній школі Девіс прийняв ім'я Masego, переклад на тсвана його церковного імені - «благословення». Девіс відвідував середню школу Вудсайд (штат Вірджинія) у Ньюпорт-Ньюс та Університет Олд Домініон у Норфолку, штат Вірджинія, перш ніж залишити, щоб зосередитися виключно на своїй музичній кар'єрі.

## Музична кар'єра
У 2015 році Masego випустив спільний розширений альбом The Pink Polo EP з Medasin, який породив сингл «Girls That Dance». Наступного року він випустив свій міні-альбом Loose Thoughts.
7 вересня 2018 року він випустив свій дебютний альбом Lady Lady, включно з запрошеними артистами FKJ, SiR, Tiffany Gouché і De' Wayne Jackson. Його міні-альбом Studying Abroad вийшов 13 листопада 2020 року.

## Музичний стиль і впливи
Виходячи зі свого виховання, коли обидва його батьки були пасторами, Девіс заявив, що церква дозволила йому навчатися музиці у талановитих музикантів. Девіс також назвав Lukky (DJ PLM), John P. Kee, Andre 3000 і Cab Calloway як тих хто на нього вплинув у сфері музики. Девіс виріс у кімнаті з понад 200 вініловими платівками на стінах, водночас маючи друзів, які давали йому ударні барабани та вплив на треп-музику.
Він називає свій власний музичний стиль «TrapHouseJazz».

## Дискографія

### Студійні альбоми
| Назва     | Деталі                                                                                       |
| --------- | -------------------------------------------------------------------------------------------- |
| Lady Lady | - Випущений: 7 вересня 2018 року - Лейбл: EQT Recordings, LLC - Формат: Цифрове завантаження |

### Мініальбоми
| Назва                              | Деталі |
| ---------------------------------- | --- |
| The Pink Polo EP (разом з Medasin) | - Випущений: 5 квітня 2015 року - Лейбл: TrapHouseJazz - Формат: Цифрове завантаження                                         |
| Loose Thoughts                     | - Випущений: 27 липня 2016 року - Лейбл: TrapHouseJazz - Формат: Цифрове завантаження                                         |
| Studying Abroad                    | - Випущений: 13 листопада 2020 - Делюкс випуск: May 21, 2021 - Лейбл: UMG, EQT Recordings, LLC - Формат: Цифрове завантаження |

### Сингли
| "Tadow" (разом з FKJ)                                            | 2017 | —  | 19 | - RIAA: Platinum | Lady Lady          |
| "Mystery Lady" (разом з Don Toliver)                             | 2020 | 24 | 24 | - RIAA: Gold     | Studying Abroad    |
| "My City" (разом з Elhae)                                        | 2021 | —  | —  |                  | Aura III           |
| "Yamz" (разом з Devin Morrison)                                  | 2021 | —  | 14 |                  | Не альбомний сингл |
| "—" позначає запис, який не потрапив у чарти або не був виданий. |      |    |    |                  |                    |

#### Інші пісні в чартах
| "Hate The Club" (Kehlani за участю Masego)                       | 2020 | 18 | — | It Was Good Until It Wasn't |
| "—" позначає запис, який не потрапив у чарти або не був виданий. |      |    |   |                             |

### Запрошеним виконавцем
| Назва             | Рік  | Інші артисти            | Альбом                         |
| ----------------- | ---- | ----------------------- | ------------------------------ |
| "Late Night"      | 2015 | GoldLink                | And After That, We Didn't Talk |
| "Ooh Nah Nah"     | 2017 | SiR                     | HER TOO                        |
| "Touch the Floor" | 2018 | VanJess                 | Silk Canvas                    |
| "Good Girl"       | 2018 | Tiffany Gouché          | Не альбомна пісня              |
| "One Life"        | 2019 | The Game, J. Stone      | Born 2 Rap                     |
| "Need It"         | 2019 | Kaytranada              | Bubba                          |
| "Sleigh"          | 2019 | [[Smino, Monte Booker   | High 4 Da Highladays           |
| "Amy"             | 2019 | Yuna                    | Rouge                          |
| "Slow Down"       | 2020 | Ro James                | Mantic                         |
| "Stickin'"        | 2020 | Sinéad Harnett, VanJess | Ready Is Always Too Late       |
| "Above"           | 2020 | USERx                   | USERx - EP                     |
| "Silk"            | 2022 | Kojey Radical           | Reason to Smile                |